# قرار مجلس الأمن التابع للأمم المتحدة رقم 2270
قرار مجلس الأمن التابع للأمم المتحدة رقم 2270، المتخذ بالإجماع في 2 مارس 2016، ردًا على التجربة النووية الرابعة لكوريا الشمالية في 6 يناير 2016 وإطلاقها صاروخ طويل المدى يحمل ما قالت إنه قمر صناعي في 7 فبراير 2016.

## خلفية
أجرت كوريا الشمالية تجربتها النووية الثالثة في 12 فبراير 2013، وردا على ذلك، اجتمع مجلس الأمن لمناقشة العقوبات ضد البلاد. أصدرت كوريا الشمالية أول إعلان لها عن تجربة نووية رابعة خلال الاجتماع العام في 31 مارس للجنة المركزية لحزب العمال الكوري، حيث تبنت القيادة أيضًا سياسة «التنمية المتوازية للاقتصاد والطاقة النووية».
منذ ذلك الحين، واصلت كوريا الشمالية تجارب تطوير صواريخ مختلفة، مثل الصواريخ الباليستية العابرة للقارات المصممة لإيصال الأسلحة النووية والصواريخ الباليستية التي تُطلق من الغواصات، مع التركيز على تصغير الأسلحة النووية وتقليل الوزن وتنويعها.
كان أعضاء المجتمع الدولي، مثل الأمم المتحدة، قد عززوا بالفعل عقوبات أوسع ضد كوريا الشمالية بعد التجربة النووية الثالثة للبلاد، من خلال تبني وتنفيذ قرار مجلس الأمن رقم 2094،  الذي استهدف الأنشطة غير المشروعة للدبلوماسيين الكوريين الشماليين والتحويلات النقدية الكبيرة والعلاقات المالية.
ومع ذلك، مضت كوريا الشمالية قدما في تجربتها النووية الرابعة في 6 يناير 2016 والتي رد عليها مجلس الأمن الدولي بالاجتماع لمناقشة عقوبات كوريا الشمالية. واصلت كوريا الشمالية إطلاق صاروخ بعيد المدى في 7 فبراير وأصدر مجلس الأمن القرار رقم 2270 بموافقة جميع أعضاء المجلس. وقدمت 35 دولة تقريرًا عن التنفيذ وفقًا للقرار، بما في ذلك الصين، التي قدمت تقرير التنفيذ في 8 يونيو.

## الدلالة
في حين أن عقوبات مجلس الأمن السابقة ضد كوريا الشمالية استهدفت بشكل أساسي تطوير كوريا الشمالية لأسلحة الدمار الشامل، فإن القرار 2270 يحتوي على عقوبات شاملة بشكل استثنائي ضد كوريا الشمالية تتجاوز الردود على تطوير أسلحة الدمار الشامل والتي من المتوقع أن يكون لها تأثير عميق على العديد من جوانب كوريا الشمالية.
تشمل البنود الرئيسية للقرار صفقات الأسلحة وانتشار الأنشطة النووية والنقل البحري والجوي ومراقبة تصدير أسلحة الدمار الشامل والتجارة الخارجية والمعاملات المالية. كما أكد القرار على أن أي نقل للأسلحة لغرض الصيانة والخدمات يشكل انتهاكات ويحدد عددًا من الهيئات الكورية الشمالية التي ستخضع للعقوبات، بما في ذلك الإدارة الوطنية لتطوير الفضاء ووزارة صناعة الطاقة الذرية إدارة صناعة الذخائر والمكتب العام للاستطلاع والمكتب 39.
علاوة على ذلك، بدأ أعضاء المجتمع الدولي، بما في ذلك كوريا الجنوبية واليابان والاتحاد الأوروبي، في فرض حظر مستقل على كوريا الشمالية، في محاولة لسد الثغرات في العقوبات الحالية. قالت وزارة الشؤون الخارجية في كوريا الجنوبية في 5 أبريل 2016، بعد حوالي شهر من اعتماد القرار، أنه "كان هناك تقدم ملحوظ على جبهات مختلفة، مثل حظر دخول السفن الخاضعة للعقوبات وإلغاء تسجيل سفن أعضاء الأمم المتحدة التي تحمل علم الملاءمة الكوري الشمالي وتعزيز التفتيش على الشحنات الكورية الشمالية وطرد الكوريين الشماليين المتورطين في أنشطة غير مشروعة وإلغاء تعليم أو تدريب الكوريين الشماليين.
أفادت وكالة أنباء يونهاب الكورية الجنوبية في 3 أبريل 2016، بعد شهر من اعتماد القرار 2270، أنه تم الكشف عن آثار العقوبات في كوريا الشمالية كما يتضح من ارتفاع أسعار السوق ونقص الغذاء الذي يؤثر حتى على أعضاء وكالة الأمن القومي.
من المتوقع أن توجه عقوبات القرار، إذا تم تنفيذها بأمانة من قبل الدول الأعضاء، ضربة قاسية ضد تهريب الأسلحة غير المشروع وأيضًا أرباح العملة الأجنبية للنظام الكوري الشمالي، مما يجبر النظام على طريق التغيير.

## رد كوريا الشمالية
أعلن المتحدثون الرسميون باسم حكومة كوريا الشمالية ووزير الخارجية في تصريحات في 4 مارس 2016، بعد حوالي 40 ساعة من اعتماد القرار، في أول رد لكوريا الشمالية والذي جاء فيه أن «كوريا الشمالية ترفض رفضًا قاطعًا قرار مجلس الأمن التابع للأمم المتحدة رقم 2270 وستتخذ تدابير مضادة».
في وقت سابق يوم 3 مارس، قال كيم جونغ أون، الرئيس الأول للجنة الدفاع الوطني لكوريا الشمالية، «علينا أن نجعل رؤوسنا الحربية النووية للدفاع الوطني جاهزة للإطلاق في أي وقت».
وزار قاعدة وونسان البحرية في مقاطعة كانغ وون وشاهد إطلاق ست جولات من قاذفة صواريخ متعددة جديدة في يوم اتخاذ القرار في استعراض واضح للقوة.
وفي نفس اليوم، قال كيم جونغ أون إن «كوريا الشمالية ستحول جميع الردود العسكرية إلى الوضع الوقائي»، بينما ندد بالقرار والتدريبات العسكرية المشتركة بين الولايات المتحدة وكوريا الجنوبية المقرر إجراؤها في 7 مارس وانتقد أيضًا رئيسة كوريا الجنوبية بارك غن هي بالاسم.
في 3 أبريل، بعد شهر من اعتماد القرار، أرسلت كوريا الشمالية المزيد من رسائل التهديد عبر وكالاتها وقنواتها الحكومية. ذكر التلفزيون المركزي الكوري، على سبيل المثال، أن «كوريا الشمالية تدين القرار الشرير لمجلس الأمن التابع للأمم المتحدة باعتباره أبشع استفزاز ضد جمهوريتنا وهي دولة ذات سيادة كريمة وتعارض القرار بشكل قاطع».
ردًا على التدريبات العسكرية المشتركة بين الولايات المتحدة وكوريا الجنوبية، شكلت كوريا الشمالية تهديدًا عسكريًا لـ «عملية تحرير سيول». في غضون ذلك، واصلت كوريا الشمالية استفزازاتها التي أثارت التوترات في شبه الجزيرة الكورية، مثل إطلاق قاذفة صواريخ متعددة جديدة وصواريخ باليستية قصيرة ومتوسطة المدى وصواريخ أرض - جو ومحاولات تشويش إشارات جي بي إس الخاصة بكوريا الجنوبية واختبار نظام صاروخي جديد موجه أرض-جو.

## روابط خارجية
- نص القرار في undocs.org